# Abbaye de Chézery
L’abbaye de Chézery est une ancienne abbaye de l’Ordre cistercien, placée sous le vocable de Notre-Dame, fondée en 1140 par des moines provenant de Fontenay, et détruite en 1590 par les Bernois. Elle était située sur le territoire de l'actuelle commune de Chézery-Forens, dans l'Ain.

## Histoire

### Fondation auXIIesiècle
L’abbaye est fondée le 29 août 1140, dans la haute vallée de la Valserine. Son fondateur serait, selon la tradition, le comte Amédée III, et par douze moines cisterciens de Fontenay, dans l’actuelle Côte-d'Or. Une partie de ces affirmations fait débat. Une petite église abbatiale est rapidement construite, et consacrée le 1er juin 1142.
Deux abbés se distinguent en ce siècle, Lambert et Roland, respectivement premier et troisième abbés, tous deux considérés comme des saints par la suite. Le premier abbé bénéficie probablement de l’influence du fondateur pour doter le monastère de biens et de droits importants en Pays de Gex (qui sont dilapidés après quelques siècles). Il profite aussi des relations de son frère Pierre archevêque de Tarentaise avec l’archevêque de Lyon pour acquérir également des biens en Dombes (pourtant éloignée de bien plus que de la journée de marche voulue par la règle cistercienne). Il meurt le 22 août 1157.
Roland, un bossu à la taille enfantine, mais présumé grand diplomate et faiseur de miracles, ne devient l’abbé emblématique de Chézery qu’après sa mort. Ses reliques sont conservées dans l’église actuelle.
Des recherches récentes, s'appuyant entre autres sur le cartulaire de l'abbaye et des archives du XVIIIe siècle, remettent en cause les affirmations de l'historien bugiste et savoyard Samuel Guichenon ; ces dernières affirment que le donateur serait le comte de Genève Amédée Ier,.
D'après les relevés actuels, l'église est très importante. Selon certains dires, les terres destinées à l'édification de cette abbaye auraient été données par le comte de Savoie Amédée III, également bienfaiteur d'Hautecombe.
Par ailleurs, les archives récentes ont montré que si l’église abbatiale, de nos jours totalement détruite, était importante, c’est qu’elle était double, une nouvelle (devenue la nef) venant prolonger l’ancienne (devenu le chœur).

### L’abbaye régulière au Moyen Âge

#### XIIIesiècle
En ces temps de menaces de guerre entre de puissants souverains voisins, un pariage concernant la terre voisine de Ballon se concrétise en 1287 entre l’abbé Girard de Chézery et le sire Humbert IV de Thoire. Il perdure jusqu’en 1575, malgré les souverains successifs que connut cette terre, dont les comtes de Savoie à partir de 1326.
L'abbaye est prospère économiquement et fonde notamment des granges agricoles dans toute la vallée. Elle met en place le système d'alpage, et le fait valoir dans tout le versant français du Jura. La légende locale conte que le Bleu de Gex serait une invention des moines de l'abbaye. Des archives inédites nuancent ces propos. Il y eut des granges non seulement dans la vallée Chézerande, mais aussi dans le Pays de Gex et dans le grand sud genevois, sur les deux rives du Rhône, en Semine et Michaille, et même aussi dans la lointaine Dombes. L’alpage n’est attesté que tardivement, lorsque les bovins remplacèrent les ovins. Il n’existe aucun document attestant que les moines de Chézery, auraient fabriqué du fromage. Bien au contraire, tous leurs baux de pâturages comportent une clause sur du beurre et fromage à fournir aux moines.
La paroisse est par ailleurs desservie par un moine de l'abbaye. Cette fonction séculière, si elle fut bien réelle, n’est intervenue qu’après l’accord d’un pape dont les moines n’ont jamais pu en présenter la justification (bulle).

#### XIVesiècle
En 1322 l’abbaye voisine de Saint-Claude se soumet à la volonté du pape Jean XXII, premier vrai pape d’Avignon, qui transfère les droits de Saint-Claude sur Lélex au profit de Chézery. Plus tard l’antipape Clément VII, antipape d’Avignon entre 1378 et 1394, intervient au bénéfice de Chézery, semble-t-il pour que l’abbaye prenne la place du curé de la paroisse, au mépris de la confusion entre clergé régulier et séculier. On doit certainement cette faveur au fait que ce pape était Robert, comte de Genève, dernier de la lignée du fondateur de l'abbaye de Chézery.
Il se pourrait qu’en ce siècle, voire au précédent, l’abbaye ait été dotée d’une muraille, d’une tour et d’un château extérieur, ainsi que le suggère la toponymie (pour le château) et une exceptionnelle représentation de l’abbaye sur un plan général des abbayes de Savoie conservé à l’abbaye de Tamié.
On ne connaît pas l’incidence sur l’abbaye de la dévastatrice peste noire survenue au milieu du siècle.
Au cours du XIVe siècle, l'abbaye doit se soumettre à l'obligation, édictée par Benoît XII (dans sa bulles Summi magistri dignatis, d'envoyer un moine faire des études de théologie à Paris ; on apprend à cette occasion que Chézery est considéré comme la quatrième abbaye cistercienne de Savoie (après Hautecombe, Aulps et Tamié). En fait, ces incitations commencèrent un siècle plus tôt, avec le pape Innocent IV qui, par une bulle de 1245, encourage les cisterciens à faire des études (universitaires) à Paris.

#### XVesiècle
Entre les affaires propres à l’Ordre et les multiples dilapidations du patrimoine de Chézery, Cîteaux profère des menaces d’excommunications d’abbés : François d’Éloise, qui n’a pas payé ni envoyé d’étudiant ; Jean d’Hospe pour ses démarches afin d’obtenir l’abbaye d’Aulps ; Antoine Vicedoigne pour dilapidation et lubricité.
Félix V, antipape de 1439 à 1449, est un savoyard, du nom d’Amédée VIII, comte puis premier duc de Savoie. On présume qu’il aurait voulu que sa lignée efface celle des comtes de Genève, et qu’il encouragea la construction d’une nouvelle église abbatiale, en prolongement de l’ancienne. Il est probable qu’on lui doit aussi la mise en exergue de saint Roland, troisième abbé. En tous cas ce pape est représenté sur deux vitraux de l’église de Chézery, l’un avec sa tiare et l’autre avec les armes de la Savoie.
Le dortoir des moines brûle vers 1466 et il n'est reconstruit que deux siècles plus tard, vers 1675. Durant ce temps les preuves abondent de moines dormant en diverses lieux du monastère : près de la sacristie, entre l’église et l’appartement de l’abbé, ou dans des pavillons construits à l’intérieur de la grande enceinte du monastère), voire à l’extérieur, dans des granges ou chez leur famille.

#### Liste des abbés réguliers
- Lambert (1140-1157) ;
- Étienne ;
- Guillaume ;
- Roland[18], qui fut béatifié par l'Église catholique[19] ;
- Anselme, attesté en 1253 ;
- Girard, attesté en 1281 ;
- Rodolphe (attesté en 1324)[19] ;
- Nicolas (attesté en 1326) ;
- Richard ;
- François ;
- Jean de l'Hoste ;
- Jean de Compeys ;
- Jean d'Amancier (dernier abbé régulier)[14] ;

### L'abbaye commendataire et la décadence

#### XVesiècle
Vers la fin du XVe siècle, l'abbaye, comme la plupart des établissements cisterciens de l'époque, passe sous le régime de la commende : une personne extérieure à l'abbaye devient abbé commendataire, touchant les revenus de l'abbaye sans se mêler des questions monastiques. Aux débuts de cette pratique, il s'agit en général d'un évêque ; toutefois il n’y en a jamais eu à cette époque à Chézery ; de plus en plus, les abbés commendataires sont exclusivement des aristocrates laïcs, plus précisément des hommes appréciés des ducs de Savoie, récompensés de leurs bons services ; ce régime perdure dans les abbayes jusqu'à la Révolution française et est pour beaucoup dans le déclin spirituel puis matériel des abbayes.
Vers 1460, l'édifice brûle entièrement et n'est que partiellement reconstruit. Un incendie ravage le monastère, sans qu’on connaisse de restaurations dans les décennies suivantes, et même des siècles pour ce qui concerne le dortoir. En 1486, l'état de l'abbaye est déplorable : il reste douze religieux, dont quatre novices, et qui respectent assez peu la règle.

#### XVIesiècle
Une grosse cloche est fondue en 1525, portant les armes d’André d’Amancier. Retrouvée en 2018 dans le clocher de l’église paroissiale, c’est l’un des très rares objets attestant de l’existence de l’ancienne abbaye.
En 1536, alors que François Ier se saisit du Bugey, l’intrusion des Bernois n’a pas grande incidence, quoique les sources anciennes mentionnent un pillage. Il en est de même avec les Genevois en 1590, bien que les sources anciennes attestent d'un incendie,.

### XVIIesiècle
Ce siècle commence avec le traité de Lyon, en 1601, par lequel le territoire de Chézery est découpé entre la France (Forens, etc.) et une partie restant à la Savoie ; cette dernière est délaissée dans le but de permettre le passage de troupes sur le fameux Chemin des Espagnols. Le statut équivoque de la vallée, qui devient une « zone franche », favorise la contrebande et ne permet pas de réel développement. Louis, puis Gaspard de Perrucard, dont un ancêtre avait acheté la terre de Ballon à la Savoie, sont les deux premiers abbés de ce siècle. Louis est le plus apprécié, notamment pour avoir obtenu en 1609 l’institution de deux foires franches annuelles à Chézery. L’abbé Scot vient ensuite, connu pour avoir son blason encore visible sous un portail de l’auberge du bas et sur l’église paroissiale actuelle.
En 1633 ou un peu avant, la voûte de l'église abbatiale s'écroule à son tour et est remplacée par un plafond à la française. Une longue vacance d’abbé (huit ans) est mise à profit par le sénat de Savoie pour restaurer les bâtiments du monastère. On apprend ensuite que c’est pour offrir l’abbaye à un enfant mineur, âgé de douze ans, de naissance illégitime, mais c’est un fils du duc Charles-Emmanuel II de Savoie.

### XVIIIesiècle
Les bâtiments du monastère menaçant ruine, Joseph Guyot, un prieur trop naïf va s’imaginer pouvoir les restaurer en prenant en abergement la mense abbatiale (en 1754), ce dont se réjouit l’abbé Buglioni, qui n’a plus ainsi qu’à toucher sa pension annuelle sans aucune intervention. Mais la tâche est insurmontable, et elle est également contrariée par un nouvel événement politique d’ampleur, le traité de Turin, signé en 1760, traité par lequel tout le territoire de Chézery devient français. Dès lors, par un accord particulier, l’abbaye est unie à l’évêché de Genève (Annecy), et les évêques d’Annecy intègrent le titre d’abbé de Chézery.
Les bâtiments étant dans un état déplorable, la Révolution donne le coup de grâce à l’abbaye, qui devient bien national, et est vendue en lots par districts en 1791. Les principaux bâtiments du monastère sont tous démolis. Les archives, plus de six cents parchemins, sont brûlées le 10 août 1793.

#### Liste des abbés commendataires
- André d'Amancier ;
- Antoine du Saix (1552-1579)[note 1] ;
- Jacques Bourgeois ;
- Nicolas de Meuillon[27] ;
- Louis Pérucard de Ballon ;
- Gaspard Perrucard de Ballon ;
- Laurentius Scotti[28] ;
- Christophe Duc ;
- vacance du siège (au moins de 1686 à 1692) ;
- Joseph de Savoie (attesté en 1699 et 1722)[29] ;
- Joseph-Nicolas Deschamps de Chaumont ;
- Jean-Pierre Biord ;
- Joseph Maria Paget[30].

### LesXVIIeetXVIIIesiècles
Au début du XVIIe siècle, la ferveur est à peu près disparue, comme dans nombre d'établissements religieux à cette époque. François de Sales, ou plus exactement la maison de Savoie, tente de la faire revivre en remplaçant les cisterciens de l'abbaye par des feuillants (également cisterciens mais ayant suivi une réforme tentant de s'opposer aux dérives d'alors),.
Laurentius Scotti, abbé de 1629 à 1670, tente de relever l'abbaye. Il parvient à y maintenir, avec l'aide de Cîteaux, douze religieux et à consacrer un tiers des revenus de l'abbaye à son maintien en état. Il fait également construire, en 1645, l'église paroissiale de Chézery. Force est de dire que Laurent Scot a bien joué de son nom en plaçant bien en vue son blason en divers endroits, ce qui lui vaut encore de nos jours d’être pris pour le sauveur des bâtiments, alors que tous les écrits inédits des archives de Turin et d’ailleurs nous montrent un homme rusé, ne cherchant qu’à arrondir sa bourse. Il ira même jusqu’à faire croire qu’il a restauré le dortoir en marbre blanc ! Mais, dès le milieu du XVIIIe siècle, la ferveur retombe, si bien que l'abbaye est annexée aux biens de l'évêché d'Annecy. En fait, c’est une clause du Traité de Turin, en 1760, par lequel toute la Manche Sarde de la vallée délaissée à la Savoie passait à la France. Comme deux des autres abbayes cisterciennes de la Savoie d'alors, Chézery est entre 1709 et 1716 l'objet de luttes entre l'abbé commendataire et la maison-mère de Clairvaux, qui, contrainte d'accepter que l'abbé ne soit plus un religieux, refuse de n'avoir plus son mot à dire dans le choix du prieur. Pour appuyer ses dires, l'abbé de Clairvaux (non commendataire) montre que par charte royale du 19 avril 1675, les prieurs des abbayes cisterciennes ne relèvent que de l'ordre monastique. D'autre part, la jurisprudence montre que tous les derniers prieurs ont été nommés ainsi : dom Gabriel Moret le l5 juin 1665 ; dom Gros, le 15 novembre 1687, et dom Lorette, le 6 septembre 1692. En 1716, l'abbé de Clairvaux obtient gain de cause Notons que ces conflits d’abbés dominants (visiteurs), plus que d’abbaye mère, durèrent durant des siècles, entre Tamié, Clairvaux et autres abbayes, la prédominance de la France ou de la Savoie étant loin d’y être étrangère !
Deux des derniers abbés, Joseph-Nicolas Deschamps de Chaumont et Jean-Pierre Biord, sont d'ailleurs nommés évêques au cours de leur mandature abbatiale. Plus exactement, si ce fut bien le cas pour Mgr Deschamps, qui fut ainsi deux fois abbé de Chézery, Mgr Biord ne fut abbé de Chézery, comme les autres évêques après le Traité de Turin, que par le rattachement de l’abbaye à la mense épiscopale.
En 1793, alors qu'il ne reste que quatre religieux, l'abbaye est envahie par les habitants et les moines chassés Ainsi en est de la tradition, douteuse. La destruction complète de l'abbaye intervient dès 1793 . Quelques annexes (l’ancien appartement abbatial longeant le cloître, les deux logis banaux, le four des aumônes) furent toutefois sauvegardées par différents acheteurs de lots revendus par l’acquéreur de l’ensemble des biens de l’abbaye au district de Gex, au titre de Biens nationaux. 
Les archives, plus de 600 parchemins, seront brûlées le 10 août 1793.
Le monastère

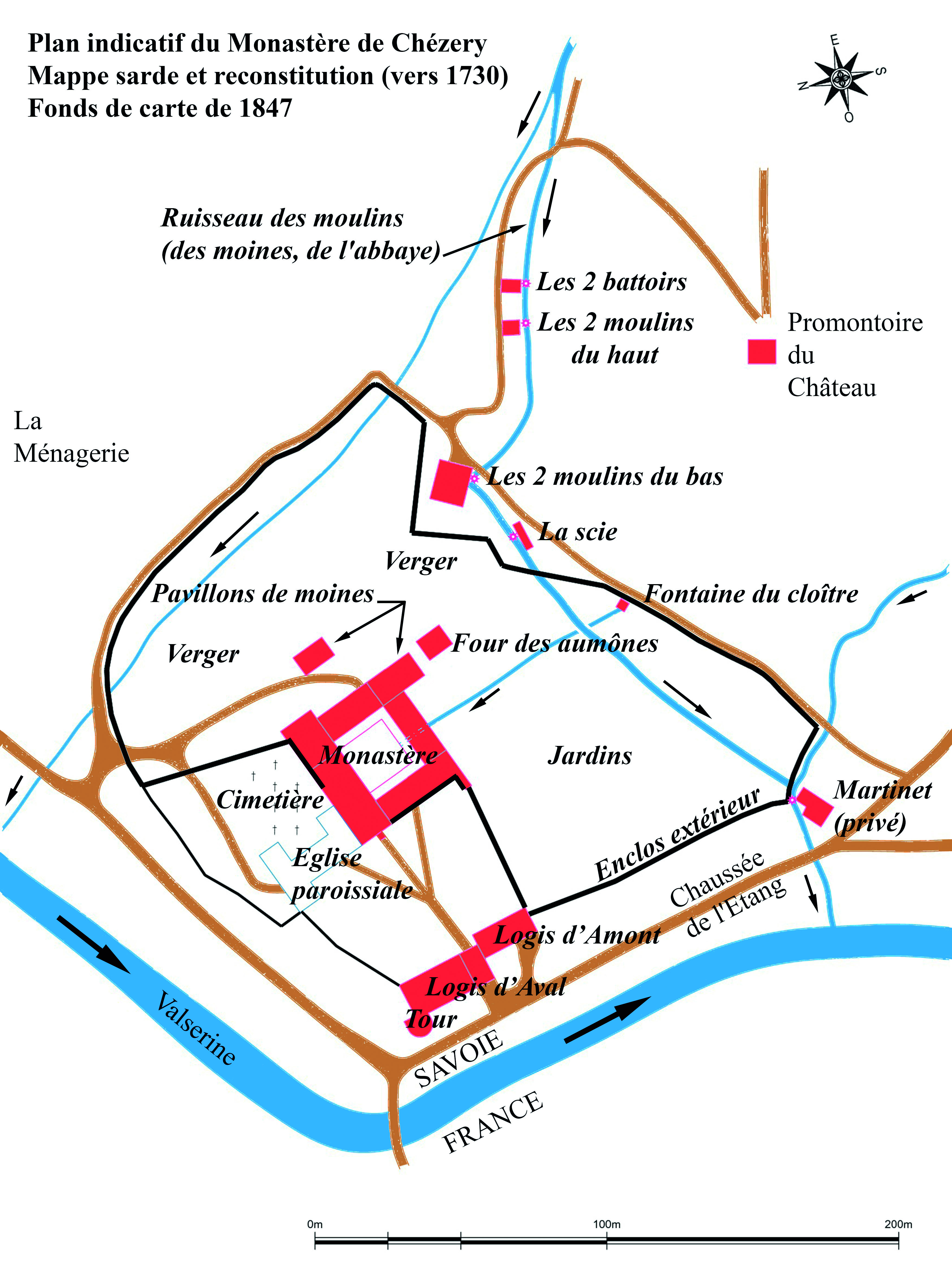
Plan indicatif du monastère de Chézery.

Du monastère et de ses dépendances contiguës qui se trouvaient à Chézery sur la rive gauche de la Valserine, il n’en subsiste guère plus qu'un bâtiment (celui de l'appartement de l'abbé), et quelques dépendances proches (les deux logis banaux et le four des aumônes), le tout étant désormais privés, reconvertis et remaniés, l'emplacement des jardins et des vergers (privés), une cloche de 1525 (dans l'église paroissiale) et deux blasons de l'abbé Scot (dans le passage entre les deux logis et sur le fronton de l’église). Ci-joint, un plan reconstitutif. 

## Liste des abbés
- Lambert (1140-1154)[34] ;
- Etienne (...1155-1170 ?)[35] ;
- Roland, dit saint Roland (1170 ?-1179...)[36] ;
- Guillaume (...1180-1205...)[37] ;
- Hugues d’Arlod (...1205-1217...)[37] ;
- 1218 — 1232 : néant ;
- Anselme (...1233-1255 ?)[37] ;
- Simon (...1256...)[38] ;
- Guidon (...1258-1267...)[39] ;
- Girard (...1280-1288...)[39] ;
- Rodolphe (...1300-1324...)[40] ;
- Nicolas Ier (1325 à 1331)[41] ;
- Jean de Nantua (1331-1345)[41] ;
- Nicolas II (1347-1355)[42] ;
- Richard (1357-1359)[42] ;
- François Metral (1361-1379...)[43] ;
- François d’Eloise (1384-1427)[43] ;
- Mermet Renaud (1428-1429)[44] ;
- Jean d’Hospe (1429-1432)[44] ;
- Aymoz Cavaly (1433 ?-1442...)[45] ;
- Jean de Compeys (possible entre 1442 et 1446)[46] ;
- Antoine Vicedoigne (...1446-1453)[46] ;
- Barthélémy Duc (1454)[47] ;
- Jean d’Amancier (...1457-1496 ?)[47] ;
- André d’Amancier (1498-1543/1552 ?)[48] ;
- Anthoine du Saix (1543/1552 ?-1558)[49] ;
- Nicolas Cotton (1559/60)[50] ;
- François Pergod, alias Pierre Goud (1561)[51] ;
- Jacques Bourgeoys (1562-1600)[51] ;
- Nicolas de Meuillon (1600 !)[52] ;
- Louis Perrucard de Ballon (1601-1619)[52] ;
- Gaspard Perrucard de Ballon (1619-1630)[53] ;
- 1630 — 1633 : Vacance
- Laurent Scot (1633-1663)[54] ;
- Christophe Duc (1663-1668)[55] ;
- 1668 — 1677 : Vacance[56] ;
- Joseph de Savoie, mineur (1677-1689)[56] ;
- Joseph de Savoie, majeur (1689-1727)[57] ;
- 1727/1728 : Transition ;
- Joseph-Nicolas Deschamps de Chaumont (1728-1741)[58] ;
- 1741 — 1750 : Vacance ;
- Charles-Hyacinthe Buglioni (1750-1761)[59] ;
- Mgr Joseph-Nicolas Deschamps de Chaumont (1761 ?-1763)[60] ;
- Mgr Jean-Pierre Biord (1764-1785)[60] ;
- Mgr Joseph-Marie Paget (1787-1789)[60].

## L'abbaye

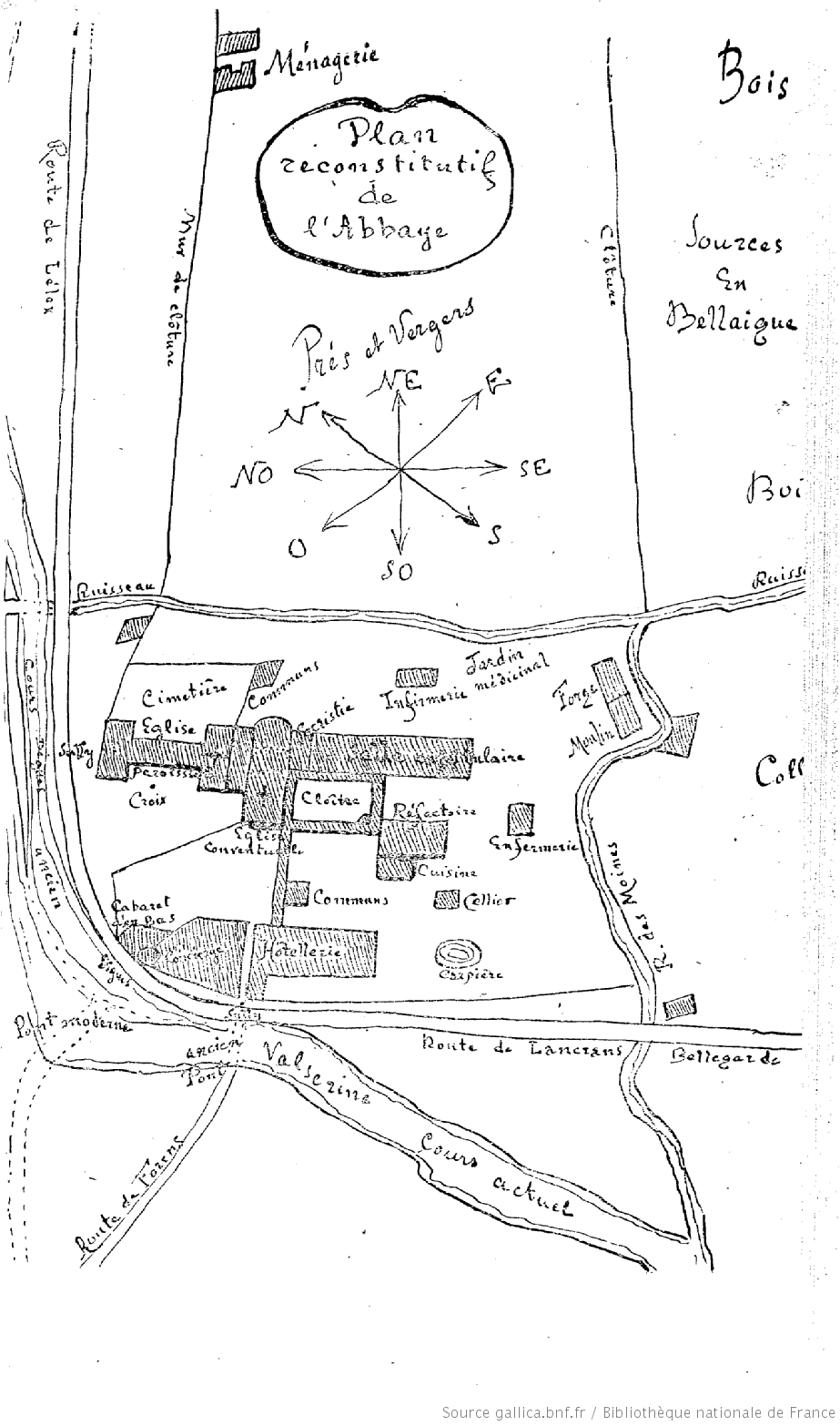
Reconstitution par Jules Hannezo (1921) du plan de l'abbaye de Chézery.

L'abbaye était bâtie sur la rive gauche de la Valserine, à son confluent avec un petit torrent, torrent que les moines détournèrent en partie pour enclore leur domaine et faire tourner leur moulin. Elle était comme toutes les abbayes centrée sur l'église abbatiale et le cloître. L'église abbatiale était orientée au nord-est, ce qui s'expliquait probablement par les contraintes du site. Le cloître était situé sur la partie droite de l'abbatiale, au sud ; en revanche, un des spécificités de Chézery était l'implantation de l'église paroissiale, perpendiculaire à l'abbatiale (orientée au sud-est) et située sur sa gauche.